# Parcmotor de Castellolí
Der Parcmotor de Castellolí ist ein Motorsportpark in Castellolí, in der Comarca Anoia, Provinz Barcelona in der spanischen autonomen Provinz Katalonien. Die Anlage umfasst mehrere Rennstrecken für unterschiedliche Motorsportdisziplinen, eine Rennfahrerschule und befindet sich in einem felsigen hügligen Gelände.

## Geschichte

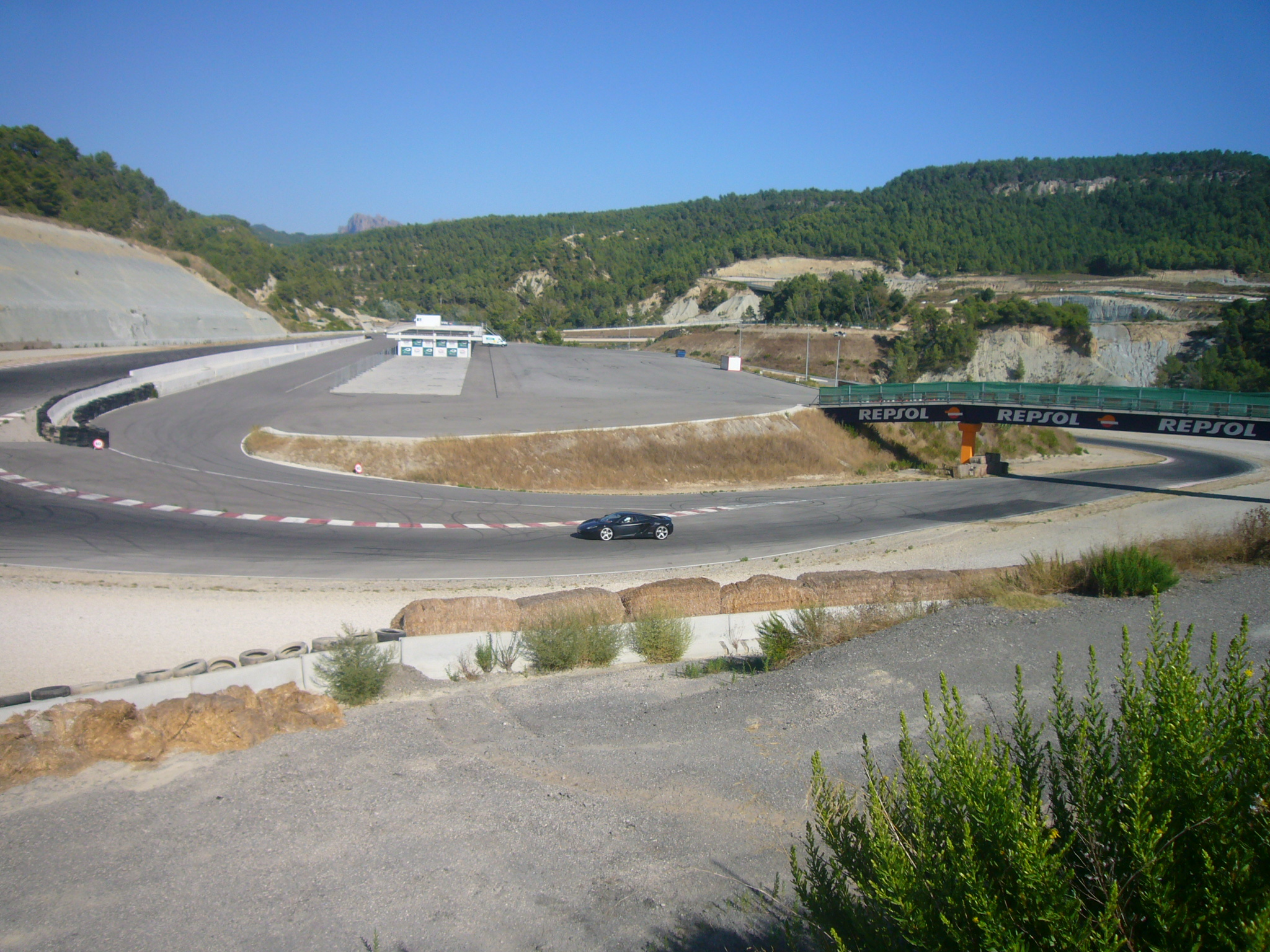
Blick auf Paddock, Boxengasse und Start-Zielgerade des Parcmotor de Castellolí (Stand 2011)

Die Anlage mit einer Fläche von fast 100 Hektar wurde zusammen mit der Regierung von Katalonien, dem Generalsekretariat für Sport und dem katalanischen Motorradverband in mehreren Abschnitten erstellt. Das Projekt wurde am 5. November 2001 begonnen und Mitte des Jahres 2002 eröffnete als erste Installation die Motocross-Anlage. Anfänglich gab es sogar 3 verschiedene Motocross-Strecken auf der Anlage. 2004 begannen Planung und Bau des asphaltierten Rundkurses, der im März 2009 dann endgültig eingeweiht werden konnte. Parallel entstanden auch die Supermoto-Strecke und die Kartbahn die mit einem Fahrsicherheitszentrum kombiniert wurde. 2016 wurde die Anlage um ein Paintball-Gelände erweitert.
Die Rennstrecken sind von der Fédération Internationale de l’Automobile und Fédération Internationale de Motocyclisme zertifiziert. Die Streckenauslegung wurde unter der Beratung von einigen spanischen Fahrern wie Àlex Crivillé, Carlos Checa und Toni Elías gebaut.
Parcmotor de Castellolí wurde als ein Ausbildungszentrum für Rennfahrer ausgerichtet. Die Strecken werden jedoch auch für offizielle Rennen genutzt. Neben dem asphaltierten Rundkurs befindet sich auf dem Gelände auch eine Motocross-Strecke auf der auch die spanischen Meisterschaften ausgetragen werden.

## Streckenbeschreibung

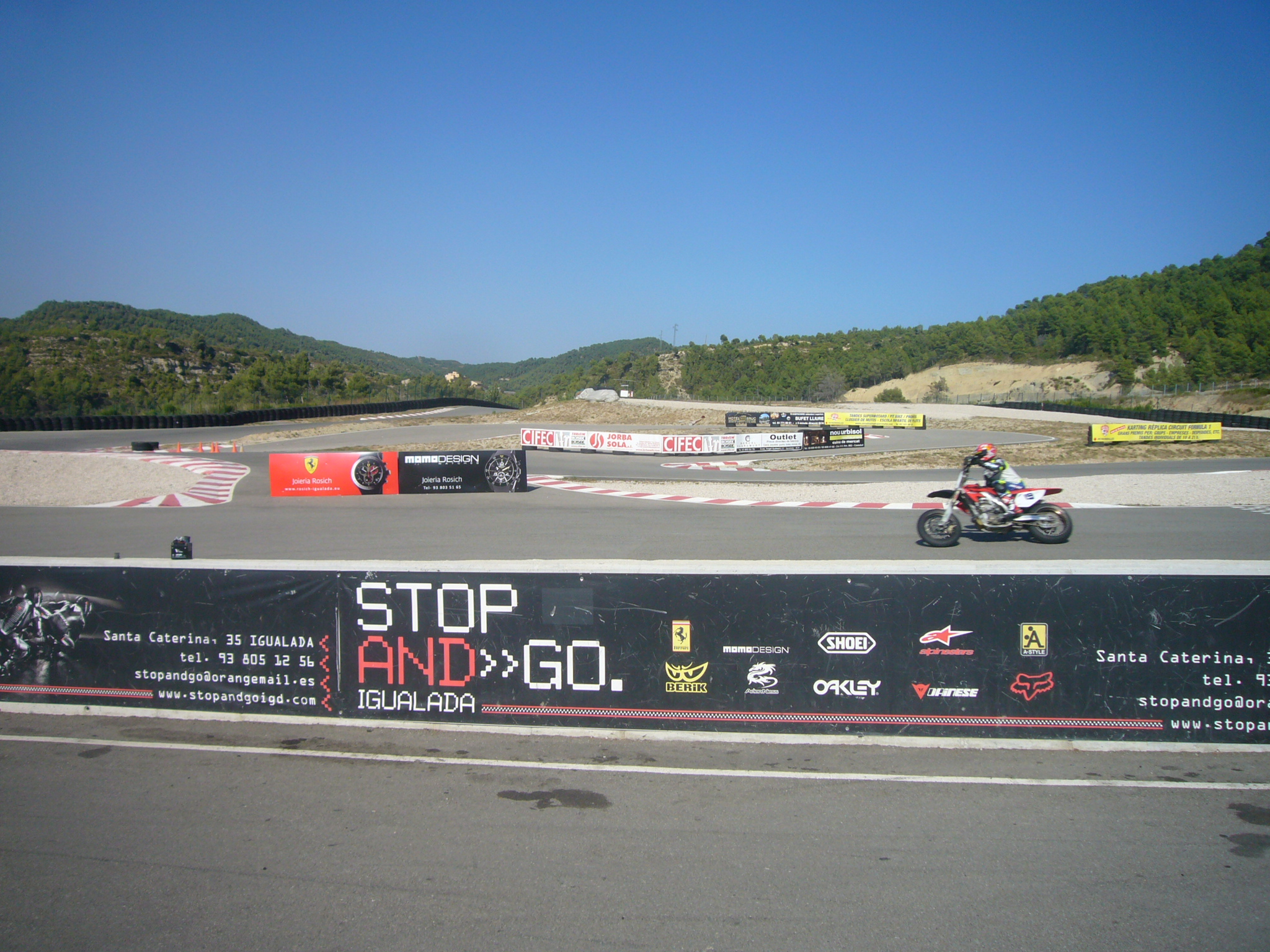
Kart-, Supermoto- und Minibike Strecke

Die 4.113 km lange Rennstrecke ist die derzeit einzige in Spanien die das Layout einer „8“ hat. Die Streckenbreite beträgt 12 m, wobei die Start-Ziel-Gerade 14 m Breite aufweist. Der 11 Kurven umfassende Kurs weist eine maximale Steigung von 9 % und ein maximales Gefälle von 8 % auf. Die Boxengasse umfasst ein Gebäude mit 14 Garagen à 72 m². Das Paddock ist 14.000 m² groß. Die gesamte Strecke ist mit einem Breitband WLAN-Netz abgedeckt was ausgedehnte Telemetrieerfassung bei Testfahrten oder Onboard Kamaras bei Rennveranstaltungen ermöglicht.
Innerhalb der Anlage liegt die kombinierte Supermoto-, Minibike- und Kart-Strecke die über mehrere Zusatzschleifen und Kurzanbindungen in zahlreiche mögliche Kombinationen konfiguriert werden kann. Bei der Gestaltung des abwechslungsreichen Kurses war der Rennfahrer Dani Pedrosa als Berater tätig.
Daneben gibt es noch die bis zu 900 m lange Test-Strecke mit Verkehrsübungsplatz die an der Einfahrt des Paddocks des Hauptkurses liegt.
Die am Eingang des Geländes gelegene Motocross-, Allrad- und SUV-Strecke des Circuit Parcmotor ist 1.600 Meter lang und 10 Meter breit. Sie weist 12 Sprüngen, 8 Rechtskurven und 11 Linkskurven auf. Die gesamte Strecke kann bewässert werden und verfügt über ein 4.000 Quadratmeter großes Fahrerlager.
Ferner gibt es noch einen 1,5 ha umfassenden Enduro- und Trial-Bereich auf der Anlage.

## Hauptnutzung

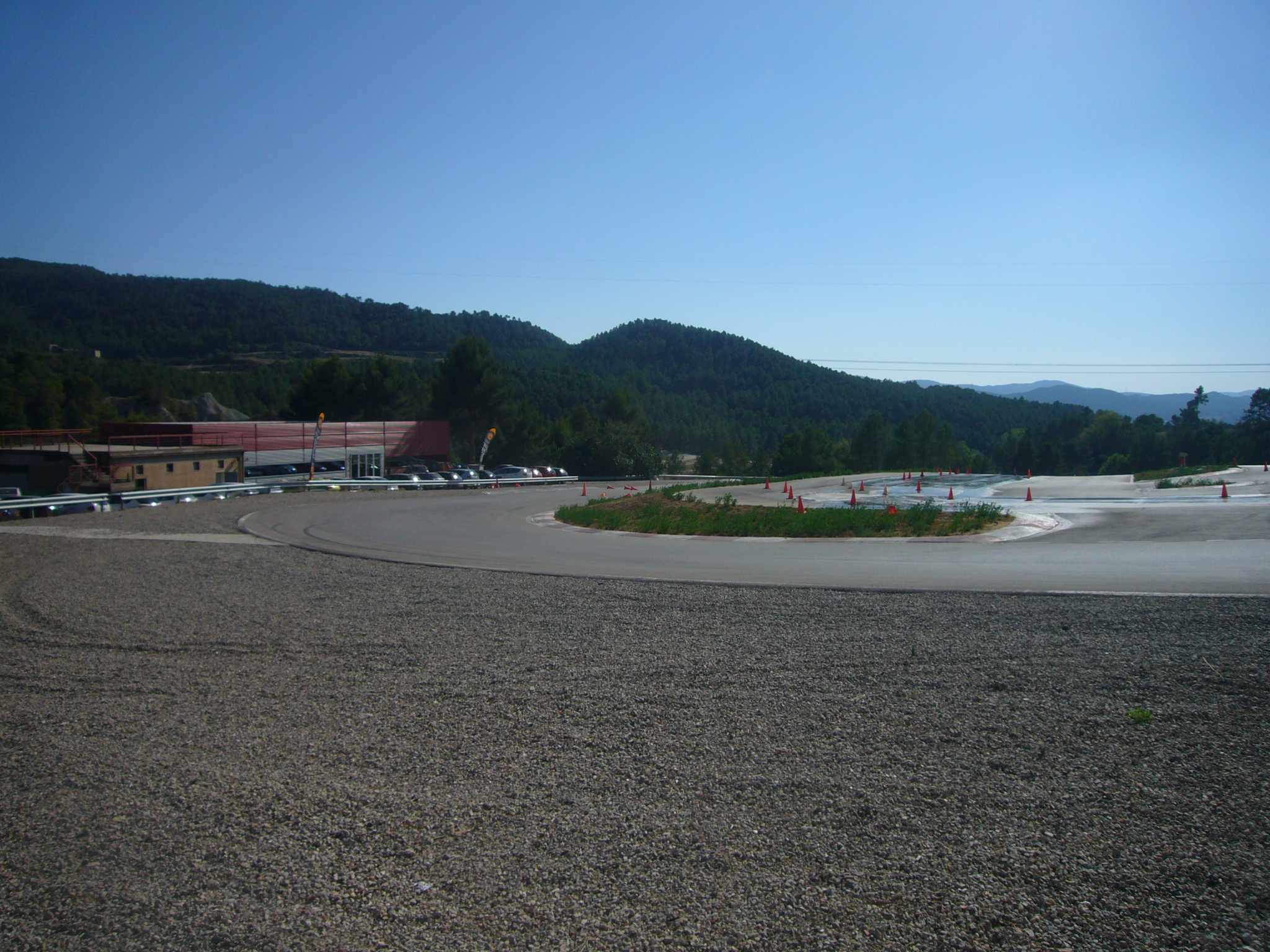
Verkehrsübungsplatz & Teststrecke der Fahrschule (Fast Parcmotor)

Die Rennstrecke wird hauptsächlich für Track Days, Fahrertrainings, Testfahrten, Firmenincentives und offizielle Fahrzeugpräsentationen genutzt, wobei Hersteller das spektakuläre Layout des Kurses mit seinen Felsformationen und anspruchsvollen Kurven schätzen. Unter anderem zählen Automarken wie Audi, Volkswagen, Infiniti, Porsche, Lexus und Seat zu den regelmäßigen Kunden.
Die Fahrschule Fast Parcmotor bietet Fahrtrainings für alle Fahrzeugtypen an und verfügt neben der Hauptstrecke über eine eigene Teststrecke mit Verkehrsübungsplatz.
Rennsportveranstaltungen finden vereinzelt auch statt, werden aber durch die bescheidenen Boxenanlagen limitiert, die mit gerade mal 14 Garagen keinen ausreichenden Platz für internationale oder größere nationale Veranstaltungen bietet.

## Veranstaltungen und Meisterschaften
- Pirelli Superstock Series
- Michelin Power Cup

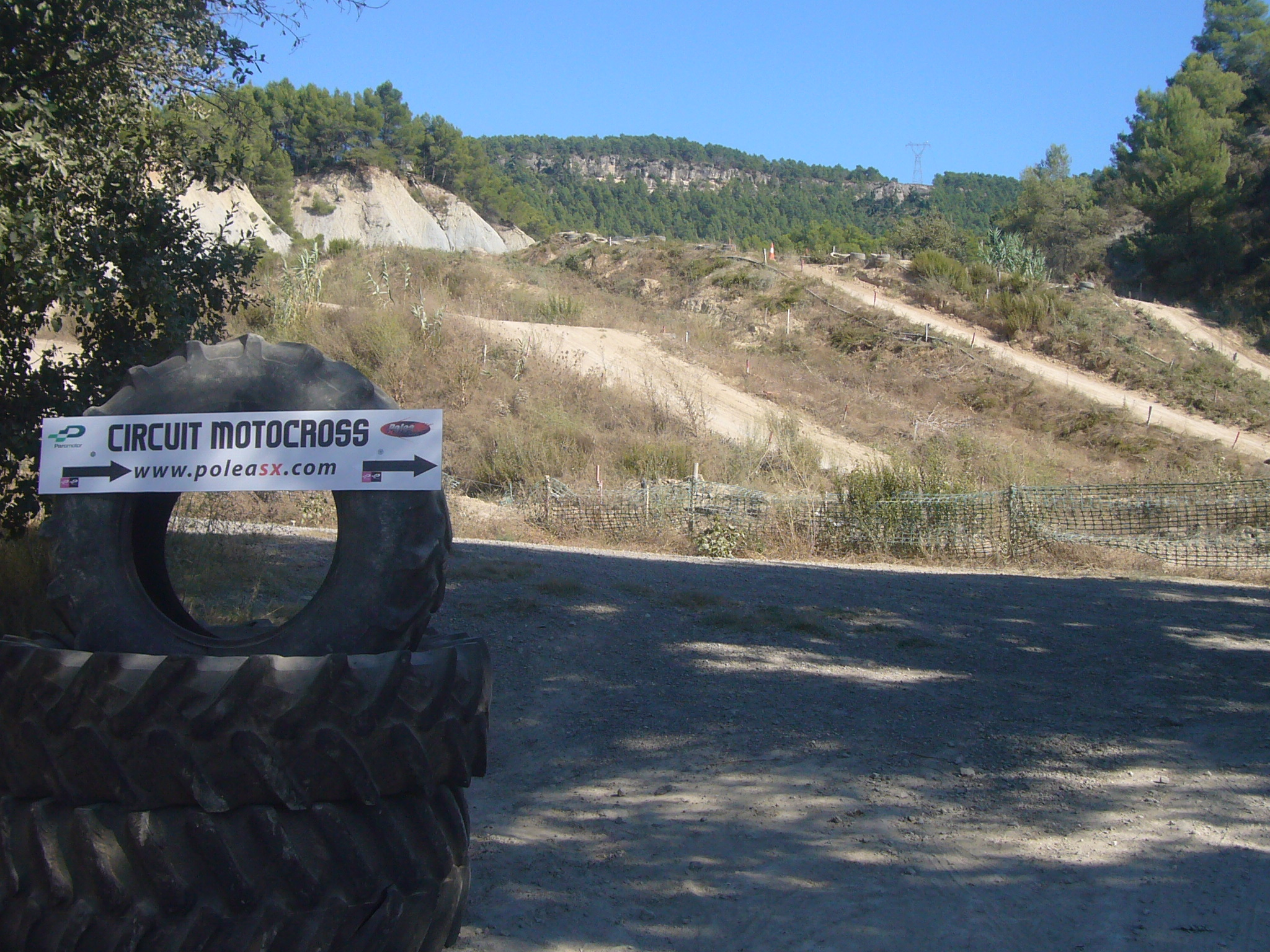
Motocross Strecke

- Campionat Mediterrani de Velocitat
- Campionat Castellano-Manchego de Velocitat
- Campionat Catalunya d’Automobilisme
- Copa Catalana de Resistència
- Rally Classic Series (Auto und Motorrad)
- King of Europe (Drift internacional)
- Copa Grupspeed d´Espanya de Drift
- Campionat Espanya Motocròs
- Campionat de Catalunya de Motocròs
- Campionat d´Espanya i de Catalunya de Trial
- Campionat d’Espanya de Cross Country
- Campionat d´Espanya de Supermoto